# Anschela Balachonowa
Anschela Anatolijiwna Balachonowa (ukrainisch Анжела Анатоліївна Балахонова, engl. Transkription Anzhela Balakhonova; * 18. Dezember 1972 in Schachtarsk, Ukrainische SSR) ist eine ehemalige ukrainische Stabhochspringerin, die 1998 erste Europameisterin ihrer Sportart wurde.

## Karriere
Nachdem Balachonowa als Jugendliche mit Rhythmischer Sportgymnastik begonnen hatte, wandte sie sich der Leichtathletik zu. Erst 1996 begann sie mit dem Stabhochsprung, steigerte sich wegen ihrer gymnastischen Ausbildung aber rasch in die Weltspitze. 1996 wurde der Stabhochsprung erstmals bei großen Meisterschaften ausgetragen, und zwar bei den Halleneuropameisterschaften in Stockholm. Balachonowa belegte mit 3,85 m den siebten Platz, die Siegeshöhe der Isländerin Vala Flosadóttir betrug 4,16 m.
Ein Jahr später hatte der Stabhochsprung der Frauen seine Premiere bei den Hallenweltmeisterschaften in Paris. Es gewann die US-Amerikanerin Stacy Dragila mit 4,40 m, Balachonowa wurde mit 4,00 m Neunte. Bei der Universiade 1997 in Catania siegte die Australierin Emma George mit 4,40 m, Balachonowa wurde hinter der Österreicherin Doris Auer Vierte. 1997 verbesserte Balachonowa dreimal den Europarekord, zuletzt in Weissach im Tal auf 4,36 m.
Bei den Halleneuropameisterschaften 1998 in Valencia gewann sie mit Hallenweltrekord von 4,45 m vor der Tschechin Daniela Bártová und Vala Flosadóttir, die beide 4,40 m überquerten. Eine Woche später steigerte Bártová den Hallenrekord auf 4,48 m. Bártová und Balachonowa lieferten sich auch im Freien einen Zweikampf um den Europarekord. Bartovás 4,51 m vom 9. Juni blieben bis zum Jahresende stehen. Bei den Leichtathletik-Europameisterschaften 1998 in Budapest schied Bártová bereits in der Qualifikation aus. Im Finale sprangen drei Springerinnen über 4,31 m. Wegen der Fehlversuchsregel gewann Balachonowa vor den beiden Deutschen Nicole Rieger-Humbert und Yvonne Buschbaum.
1999 steigerte Balachonowa den Europarekord aus dem Jahr zuvor über 4,54 m bei den Goodwill Games auf 4,55 m in Saint-Denis. Bei den Leichtathletik-Weltmeisterschaften 1999 in Sevilla sprang Balachonowa bis 4,55 m alle Höhen im ersten Versuch, scheiterte aber im Gegensatz zu Stacy Dragila an der Weltrekordhöhe von 4,60 m, mit der Dragila den Rekord von Emma George einstellte.
Bei den Olympischen Spielen 2000 in Sydney scheiterte Balachonowa mit drei Fehlversuchen im Finale. Balachonowa wurde Ukrainische Meisterin in den Jahren 1996, 1997, 1999, 2000, 2001, 2004 und 2005. Sie steigerte ihre persönliche Bestleistung 2004 auf 4,57 m und wurde bei den Olympischen Spielen 2004 in Athen Sechste mit 4,40 m.
Anschela Balachonowa ist 1,62 m groß und wog im Wettkampf 55 kg.